# یوهان یوزف فاکس

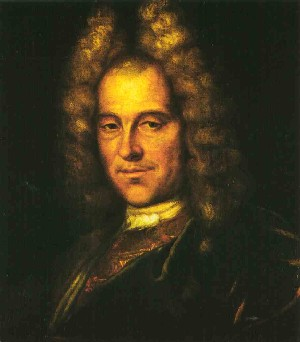
یوهان یوزف فاکس

یوهان یوزف فاکس (آلمانی: [ˈfʊks]؛ ج ۱۶۶۰–۱۳ فوریه ۱۷۴۱) آهنگساز اتریشی، نظریه‌پرداز موسیقی و آموزگار اواخر دوره باروک بود. او خصوصاً برای نوشتن رساله گام به گام تا اوج (Gradus ad Parnassum) که رساله‌ای بر کنترپوان است شناخته می‌شود. این کتاب تأثیر زیادی بر پالسترینا و چندصدایی در موسیقی رنسانس گذاشت. تقریباً تمام دوره‌های آموزشی مدرن در کنترپوان رنسانس که در برنامه‌های درسی رشته موسیقی است، تا حدی مدیون کار فاکس است.

## زندگی
فاکس در یک خانواده دهقان در لانگگ بای گراتس اشتایرمارک، اتریش متولد شد. در مورد اوان زندگی او اطلاعات نسبتاً کمی وجود دارد. در سال ۱۶۸۰ او در دانشگاه ژسویت پذیرش به دست آورد و استعداد آهنگ‌سازی او در آنجا آشکار شد. از سال ۱۶۸۵ تا ۱۶۸۸ او به عنوان ارگ‌زن در سنت موریتز در اینگولشتات مشغول به نواختن بود. در این دوره او مجبور به انجام سفرهایی به ایتالیا شد که تأثیر بسیار زیادی از آهنگسازانی چون کورلی و بولونزی بر آثار او گذاشت.
در دهه ۱۶۹۰ وی در وین ساکن بود و با نوشتن آهنگ‌هایی مورد توجه امپراتور لئوپولد اول قرار گرفت. این امر باعث کمک امپراتور به او شد. در سال ۱۶۹۸، لئوپولد او را به عنوان آهنگساز دربار استخدام کرد. فاکس بار دیگر به ایتالیا سفر کرد و در سال ۱۷۰۰ شروع به تحصیل در رم کرد. شاید در این دوره بود که که وی به فکر نوشتن کتابی در مورد پالسترینا و موسیقی برای نوآموزان افتاد.
فاکس تا زمان مرگ لئوپولد اول به او خدمت کرد و سپس در خدمت دو امپراتور دیگر هابسبورگ پس از آن یعنی یوزف اول، و کارل ششم درآمد. هر دوی این امپراتورها به استخدام فاکس تداوم بخشیدند. فاکس در طول این دوره به عنوان آهنگساز مشهور بود و شهرت وی تنها در اواخر قرن ۱۸ میلادی و پس از افول سبک باروک، رو به کاهش گذاشت. اگرچه موسیقی وی تا همین اواخر هرگز شنوندگان چندانی را به خود جلب نکرده بود اما تسلط وی بر کنترپوان و نظراتش که در رساله گام به گام تا اوج ( Gradus ad Parnassum)(۱۷۲۵) نوشته شده بود بر آهنگسازان بی شماری تأثیر گذاشت. هایدن تا حد زیادی با خواندن همین رساله، کنترپوان را آموخت و آن را به بتهوون جوان نیز توصیه کرد. موتسارت یک نسخه از این رساله داشت که خودش بر آن حاشیه نوشته بود.

## گام به گام تا اوج
گام به گام تا اوج یا صعود به پارناسوس (Gradus ad Parnassum) اثری نظری و آموزشی است که توسط فاکس به زبان لاتین در سال ۱۷۲۵ نوشته شده و توسط لورنز کریستوف میزلر در سال ۱۷۴۲ به آلمانی ترجمه شده‌است. فاکس آن را تقدیم به امپراتور چارلز ششم کرد.
این رساله به دو بخش اصلی تقسیم می‌شود. در بخش اول، فاکس خلاصه‌ای نظری را در مورد تحلیل فواصل (Musica Speculativa) به عنوان تناسبی بین اعداد ارائه می‌دهد. لحن این بخش به شیوه آموزشی ساده است و به موسیقی از زاویه ای صرفاً ریاضی‌وار نگاه می‌کند که مانند آثار نظریه پردازان دوره رنسانس و یونانیان باستان است. فاکس توضیح می‌دهد که فواصل در نسبت‌های دقیق ریاضی منجر به نیم‌پردههای بزرگتر و یکم افزوده می‌شود.
آثار مرسن، سیسرون و ارسطو از جمله مراجع بفاکس در این بخش است.
بخش دوم، با نام تمرین موسیقی (Musica Pratica) است که در آن فاکس در مورد کنترپوان، فوگ، کنترپوان دوبرابر، یک مقاله مختصر در مورد سلیقه موسیقی و ایده‌های خود در مورد آهنگسازی موسیقی کلیسایی صحبت می‌کند. این قسمت به صورت گفتگو، بین یک استاد به نام آلویسیوس و یک دانش‌آموز به نام جوزف است. در ابتدا، فاکس هدف خود را اینطور بیان می‌کند: «برای اختراع روشی ساده که یک دانش آموز بتواند قدم به قدم به درجه‌های تسلط بر آهنگسازی برسد….» او همچنین اظهار می‌دارد که نظریه بدون عمل بی فایده است؛ بنابراین، کتاب او تمرین را بر تئوری ارجح می‌داند.
چاپ لاتین گام به گام تا اوج در سال ۱۷۲۵ تنها کتاب تئوری باقیمانده از کتابخانه شخصی آثار باخ است.

## یادداشت
1. ↑  Chisholm, Hugh, ed. (1911). "Fux, Johann Joseph" . Encyclopædia Britannica (به انگلیسی) (11th ed.). Cambridge University Press.
2. ↑  The Editors of Encyclopædia Britannica (March 18, 2016). "Johann Joseph Fux". Encyclopædia Britannica. Encyclopædia Britannica, inc. Retrieved November 15, 2017. {{cite web}}: |last= has generic name (help)